# Leptophis santamartensis
Leptophis santamartensis — вид змій родини вужеві (Colubridae). Вид зустрічається у дощових гірських лісах Колумбії на площі 4 тис. км². Тіло оливково-зеленого забарвлення та сягає 76,4 см завдовжки.